# لبه تاریکی (فیلم ۲۰۱۰)
لبهٔ تاریکی (به انگلیسی: Edge of Darkness) یک فیلم دلهره‌آور و جنایی آمریکایی بریتانیایی محصول سال ۲۰۱۰ به کارگردانی مارتین کمبل، نویسندگی ویلیام موناهان و اندرو بوول با بازی مل گیبسون و ری وینستون است. این فیلم بر اساس سریال تلویزیونی بی‌بی‌سی به همین نام در سال ۱۹۸۵ ساخته شده است. این اولین نقش اول گیبسون از زمان نشانه‌ها (۲۰۰۲) بود و کارآگاهی را دنبال می‌کند که در مورد قتل دختر فعالش تحقیق می‌کند، در حالی که توطئه‌های سیاسی و سرپوش‌ها را در این فرایند کشف می‌کند. این فیلم در ۲۹ ژانویه ۲۰۱۰ منتشر شد. نقدهای متفاوتی از منتقدان دریافت کرد، اگرچه بازی‌های گیبسون و وینستون مورد تحسین قرار گرفتند و در مقابل بودجه تولید ۸۰ میلیون دلاری خود که آن را به یک بمب گیشه تبدیل کرد، ۸۱ میلیون دلار فروخت.

## ساخت
فیلمبرداری در ۱۸ اوت ۲۰۰۸ دربوستون، ماساچوست آغاز شد.

## بازخوردها
- در راتن تومیتوز، این فیلم بر اساس رای ۲۱۵ نقد، ۵۴٪ محبوبیت دارد و میانگین امتیاز ۵٫۹ از ۱۰ را دارد.[۴]
- در متاکریتیک، فیلم بر اساس رای ۳۴ منتقد دارای میانگین وزنی ۵۵ از ۱۰۰ است که نشان‌دهنده «نقدهای مختلط یا متوسط» است.[۵]
- تماشاگران شرکت‌کننده در نظرسنجی سینماسکور به فیلم نمره متوسط «B+» در مقیاس A+ تا F دادند.[۶]

## شبکه خانگی
این فیلم توسط برادران وارنر در ۱۱ مه ۲۰۱۰ بر روی دی‌وی‌دی و بلوری منتشر شد.